# 丰塔讷迪科斯
丰塔讷迪科斯（法語：Fontanes-du-Causse，法語發音：[fɔ̃tan dy kos]）是法国洛特省的一个旧市镇，属于古尔东区。2016年，丰塔讷迪科斯与临近的4个市镇合并为新市镇克尔德科斯。

## 地理
丰塔讷迪科斯（44°39'58"N, 1°39'39"E）面积15.01 平方千米，位于法国奧克西塔尼大區洛特省，该省份为法国西南部内陆省份，北起顺时针与科雷兹省、康塔爾省、阿韦龙省、塔恩-加龙省、洛特-加龍省和多尔多涅省接壤。
与丰塔讷迪科斯接壤的市镇（或旧市镇、城区）包括：勒巴斯蒂、卡尼亚克迪科斯、迪尔邦、吕讷加德、蒙福孔、凯尔西地区基萨克、米拉堡。
丰塔讷迪科斯的时区为UTC+01:00、UTC+02:00（夏令时）。

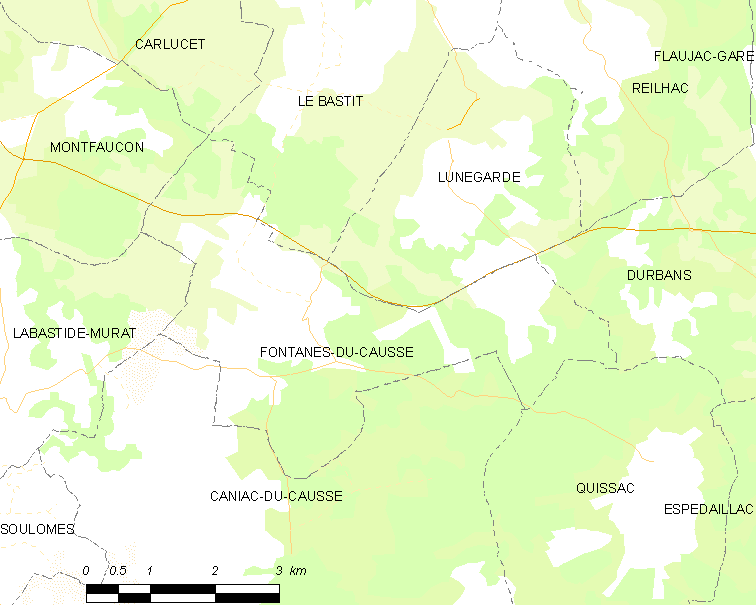
丰塔讷迪科斯的OSM定位图

## 行政
丰塔讷迪科斯的邮政编码为46240，INSEE市镇编码为46110。

## 政治
丰塔讷迪科斯所属的省级选区为科斯与谷地县。

## 人口

1962-2008年间丰塔讷迪科斯人口变化图示

丰塔讷迪科斯于2018年1月1日时的人口数量为64人。